# De Cocksdorp
De Cocksdorp est un village de la commune néerlandaise de Texel, dans la province de la Hollande-Septentrionale.
Le village a été fondé en 1836 par Nicolas Joseph de Cock, originaire d'Anvers en Belgique. Il nomma le village Nieuwdorp, mais plus tard, le village a pris son nom.

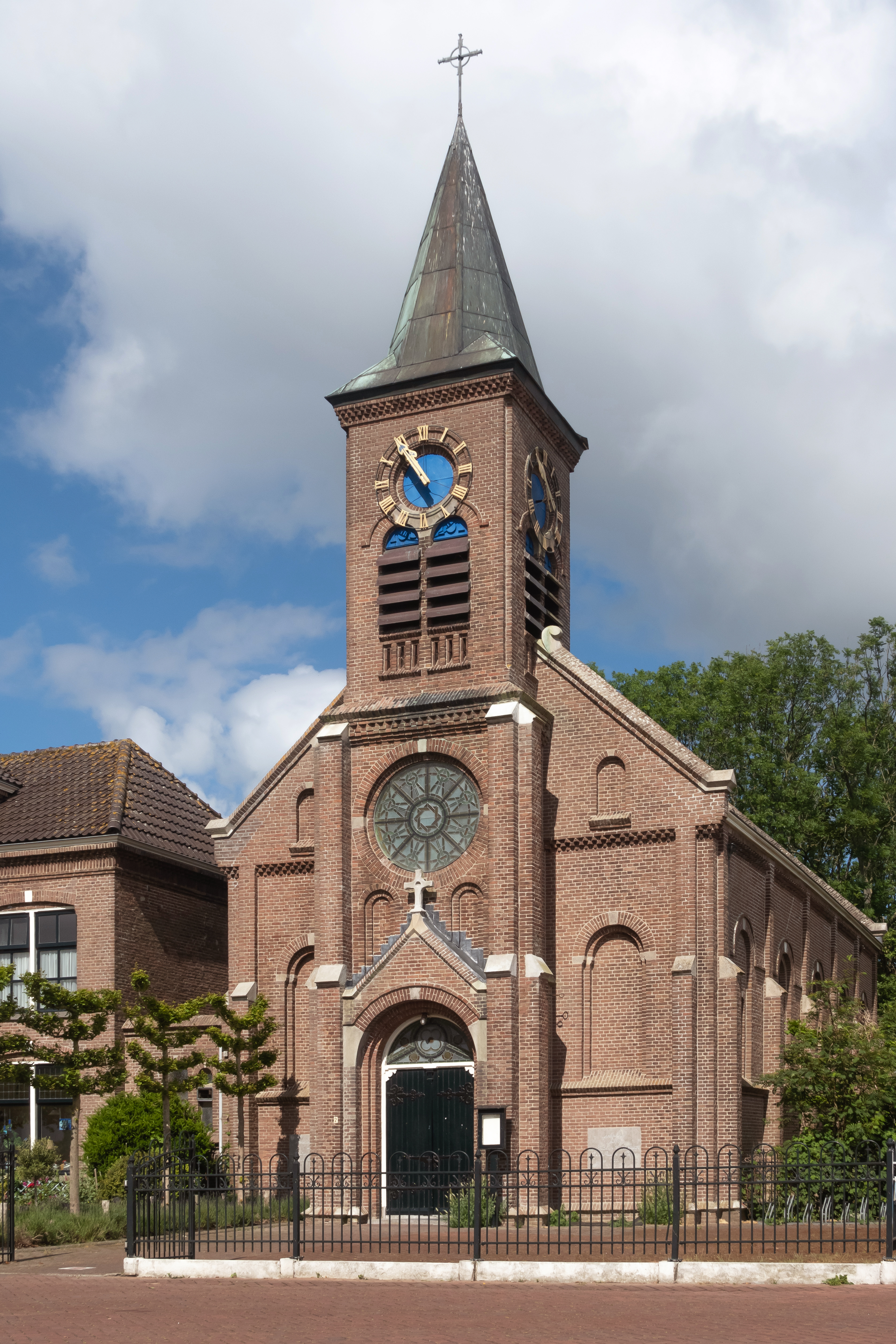
L'église catholique

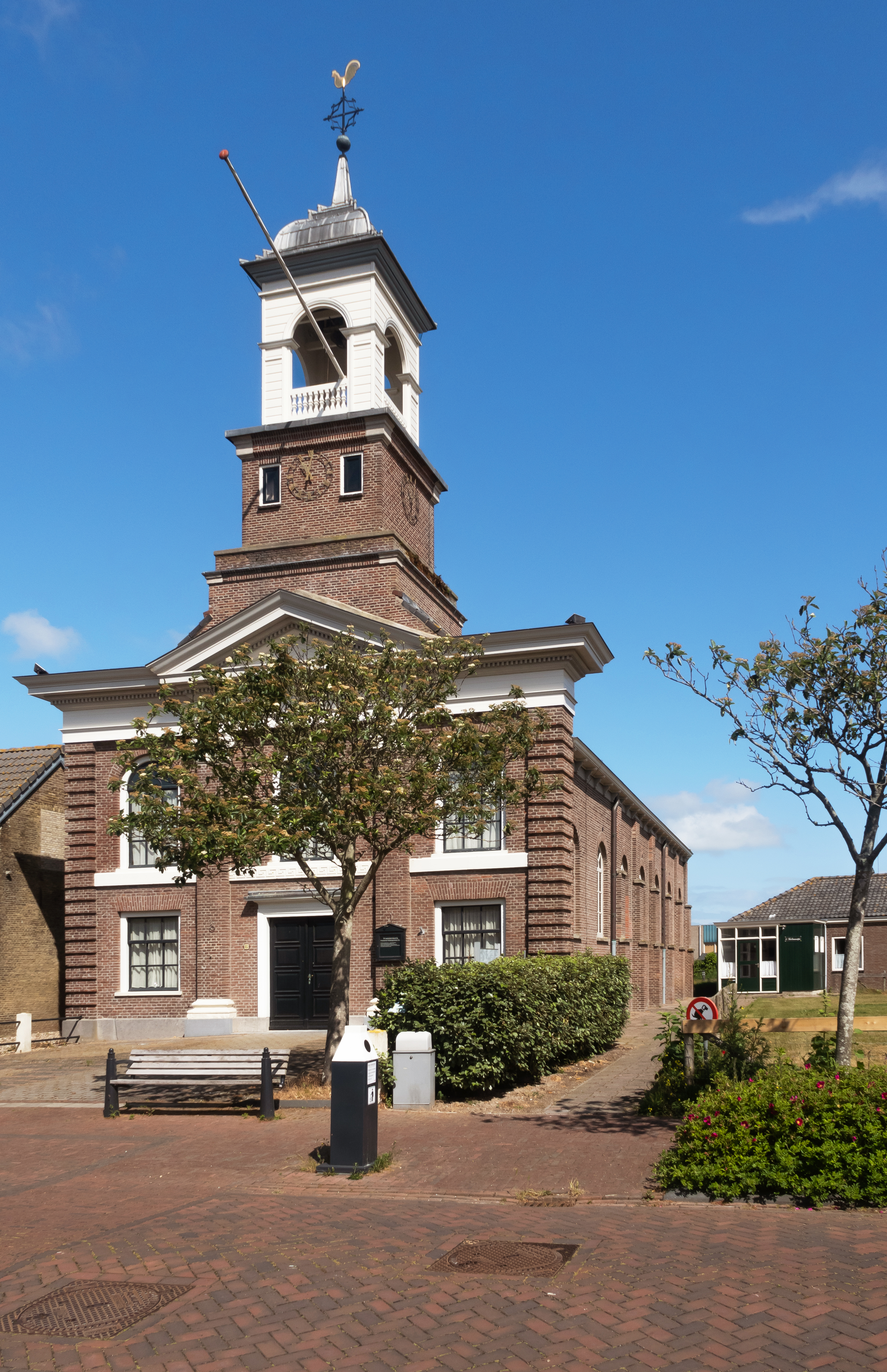
L'église : de Waddenkerk

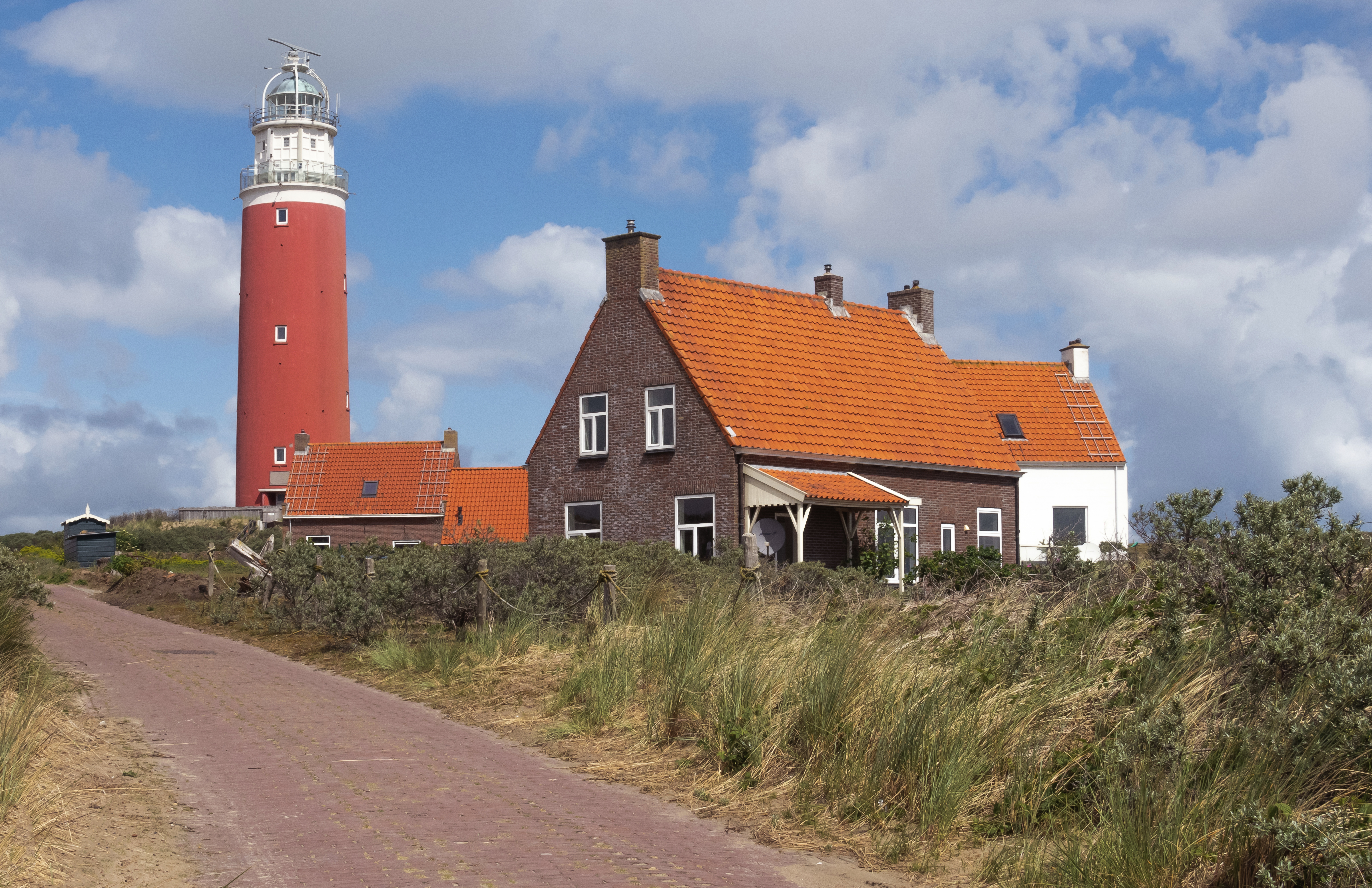
Le phare : vuurtoren Eierland